# Szu Hszün
Szu Hszün (hagyományos kínai: 蘇洵; egyszerűsített kínai: 苏洵; pinjin hangsúlyjelekkel: Sū Xún; más néven: Ming-jün (Mingyun) 明允; Mejsan (Meishan), 1009. május 22. – 1066. május 21.) kínai író, költő.
A Szung (Song)-dinasztia népies hangú íróinak egyike. Családjához hasonlóan hivatalnokpályára lépett. Gyermekei Szu Si (Su Shi), író, költő, kalligráfus és államférfi, korának kimagasló személyisége és Szu Csö (Su Zhe) 蘇轍 / 苏辙, aki ismert prózaíró volt. A kortárs Ou-jang Hsziu (Ouyang Xiu) méltatta munkáikat, és népszerűsítette műveiket.